# Piperskärr
Piperskärr – miejscowość (tätort) w Szwecji, w regionie administracyjnym (län) Kalmar, w gminie Västervik.
Według danych Szwedzkiego Urzędu Statystycznego liczba ludności wyniosła: 579 (31 grudnia 2015), 641 (31 grudnia 2018) i 651 (31 grudnia 2019).